# Списаренко Борис Дмитрович
Борис Дмитрович Списаренко (5 квітня 1935, с. Голосієве, тепер у межах м. Києва — 12 січня 2008, м. Київ) — український поет, письменник, журналіст, член НСПУ.

## Біографічні відомості
Борис Списаренко народився у родині лісничого в Голосієві. Завдяки батькові пізнав красу української природи, яку й описав у своїх творах — і для дітей, і для дорослих.
Закінчив Київський інженерно-будівельний інститут і кілька десятиліть присвятив будівничій професії. Як інженер промислово-цивільного будівництва, споруджував промислові, житлові, громадські об'єкти в містах і селах України.
А другою його іпостассю стала література і журналістська творчість. Ще у 1960-ті роки він публікується в журналах «Ранок», «Україна».
Працював редактором відділу літератури та мистецтва журналу «Ранок», завідувачем відділу Українського фонду культури, викладачем Стрітівської кобзарської школи, завідувачем відділу культури Всеукраїнського товариства «Просвіта» імені Тараса Шевченка, господарем «Кобзарської світлиці» (1993—2000), яка була українським інтелектуальним центром Києва. Був співорганізатором з'їздів кобзарів у Києві.
Був одним з тих, хто перетворював музей Леніна на Український дім, наповнюючи його національним змістом.

## Твори
- «Біла Вінча», поема-казка (1973)
- «Паросток» (1975)
- «Веслярик» (1981)
- «Хатка бджілки золотої» (1981)
- «Пісня нових Кайдаків» (1990)
- «Голуба підкова» (1999)
- «Крило з надривом» (2001)
- «Цвіт кам'яниці» (2002)
- «Сонети моїй Княгині Світлані» (2004)
- «Я є джура» (2005)

Був редактором книги Бориса Яценка про «Слово о полку Ігоревім».
На кілька його віршів українськими композиторами створено ряд пісень. Їх виконували майстри української пісні, зокрема, Олександр Таранець і Ніна Матвієнко. Пісня на його слова є у збірнику «50 пісень Віктора Лісовола». Також є автором пісні «Як рушали козаченьки», яку виконувала Національна заслужена капела бандуристів України.

## Громадська діяльність
Борис Списаренко обирався до Ради Національної спілки кобзарів України, у 1990—1994 рр. був першим заступником голови Спілки — Василя Литвина.
Співпрацював з Історичним клубом «Холодний Яр», публікувався в газеті «Незборима нація», не раз виступав на вечорах клубу, бував у краєзнавчих експедиціях по Київщині.
Член Національної спілки письменників України (1995). Член Всеукраїнського товариства «Просвіта» імені Тараса Шевченка.

## Вшанування пам'яті
- У м. Боярка за адресою вул. Хрещатик, 135-а відкрито пам'ятну дошку Борисові Списаренку.[1]